# André Lima (giocatore di calcio a 5)
José André Soares Lima, noto semplicemente come André Lima (Porto, 10 maggio 1971), è un allenatore di calcio a 5, ex giocatore di calcio a 5 ed ex calciatore portoghese.

## Carriera

### Giocatore

#### Club
Laterale mancino dotato di una spiccata visione di gioco, si convertì al calcio a 5 piuttosto tardivamente: fino ai 24 anni giocò infatti a calcio nel modesto Gondomar, non andando oltre la terza divisione. Nel 1995 supera con successo un provino con il Miramar, venendo tesserato nonostante le perplessità riguardo all'età. Nella prima stagione, disputata con la squadra riserve in seconda serie, realizza oltre 60 reti, convincendo la società ad integrarlo stabilmente nell'organico della prima squadra. Nella stagione seguente conquista il primo dei due scudetti portoghesi vinti con il Miramar, a cui negli anni seguenti se ne aggiungeranno quattro con la maglia del Benfica. Nella stagione 1998-99 si trasferisce in Spagna per giocare con il Segovia, centrando la vittoria di campionato, coppa nazionale e supercoppa.

#### Nazionale
Il 4 novembre 1997 debutta nella nazionale portoghese. Per oltre un decennio, Lima è stato un pilastro della selezione lusitana con cui ha disputato 111 presenze e realizzato 107 reti, indossando inoltre in numerose occasioni la fascia di capitano. Alla pari di Joel Queirós, Lima rimane tuttora il secondo miglior marcatore della storia del Portogallo alle spalle di Ricardinho. Il migliore traguardo raggiunto da Lima con la Nazionale è il terzo posto ai Mondiali del 2000.

### Allenatore
Subito dopo il ritiro Lima è stato nominato allenatore del Benfica. Nel biennio successivo ha guidato i lisbonesi alla conquista di campionato, Coppa nazionale e supercoppa. Il risultato più prestigioso è però rappresentato dalla vittoria della Coppa UEFA 2009-10, che fa del Benfica la prima squadra portoghese a essersi aggiudicata il trofeo.

## Palmarès

### Giocatore
- Campionato portoghese: 6
Miramar: 1996-97, 1999-00
Benfica: 2002-03, 2004-05, 2006-07, 2007-08
- Coppa del Portogallo: 4
Miramar: 1997-98
Benfica: 2002-03, 2004-05, 2006-07
- Supercoppa portoghese: 3
Benfica: 2003, 2006, 2007
- Campionato spagnolo: 1
Segovia: 1998-99
- Coppa di Spagna: 1
Segovia: 1998-99
- Supercoppa spagnola: 1
Segovia: 1998

### Allenatore

#### Competizioni nazionali
- Campionato portoghese: 1
Benfica: 2008-09
- Taça de Portugal: 1
Benfica: 2008-09
- Supercoppa portoghese: 1
Benfica: 2009

#### Competizioni internazionali
- Coppa UEFA: 1
Benfica: 2009-10